# Dianthus sternbergii
Dianthus sternbergii är en nejlikväxtart som beskrevs av John Sibthorp och Capelli. Dianthus sternbergii ingår i släktet nejlikor, och familjen nejlikväxter. Inga underarter finns listade i Catalogue of Life.

## Bildgalleri

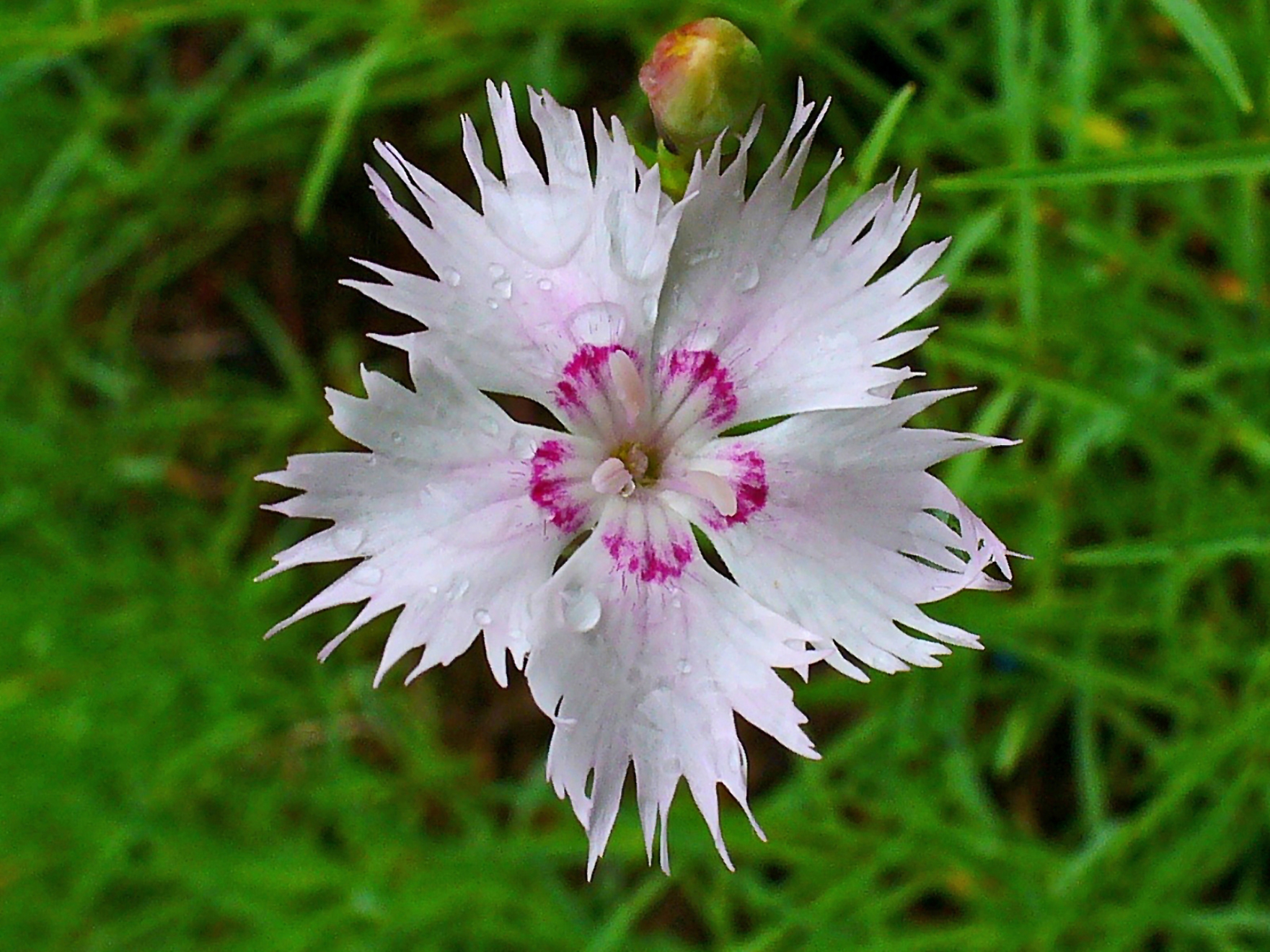
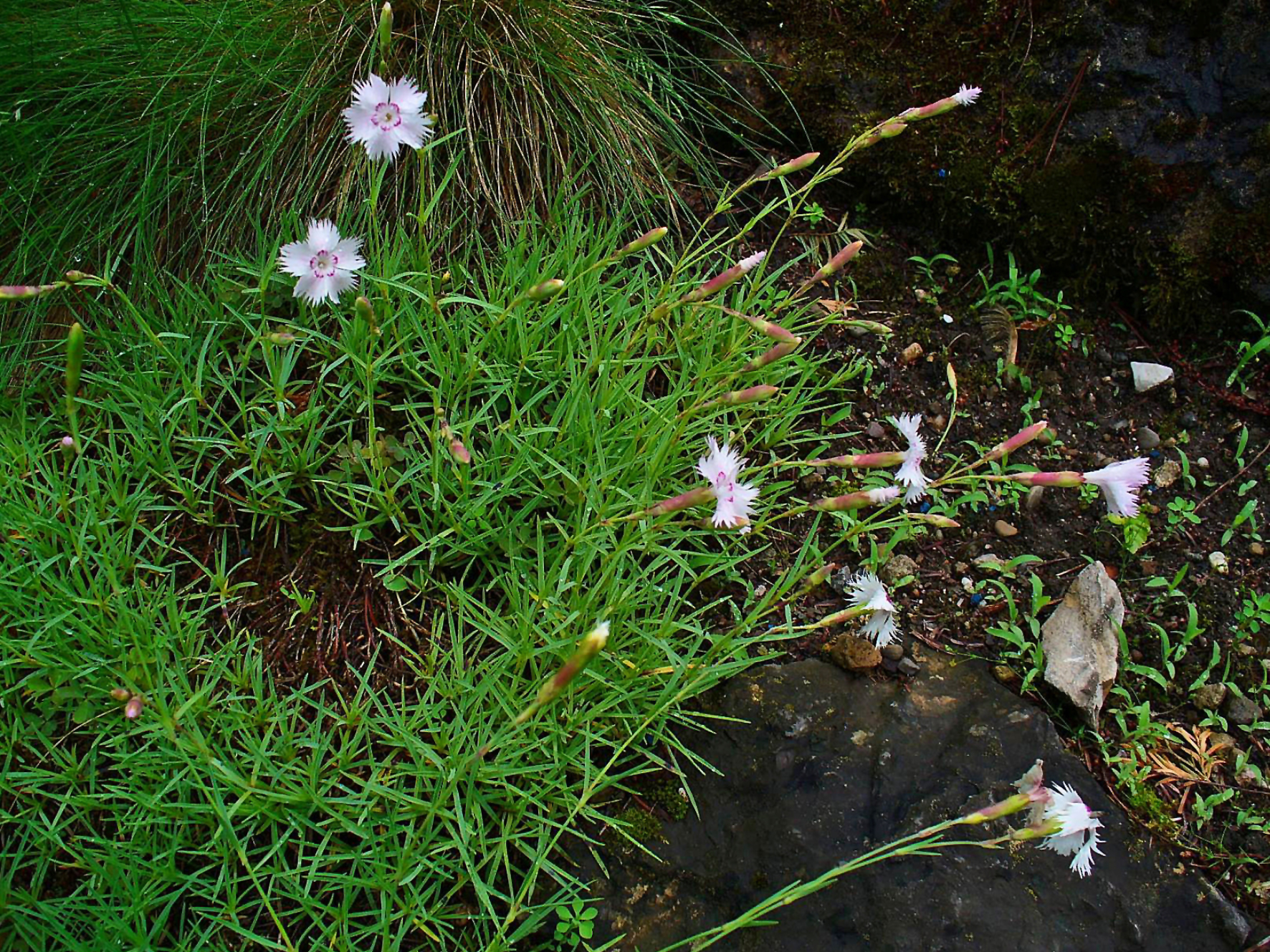
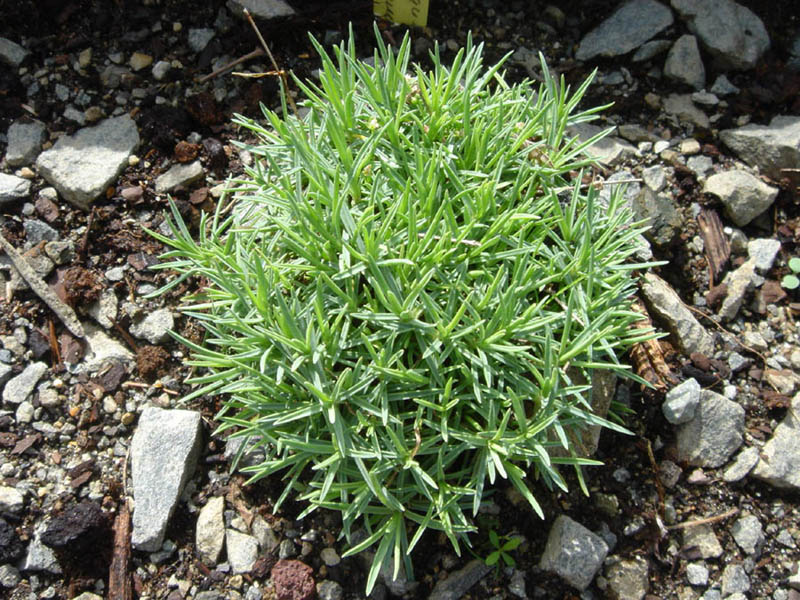
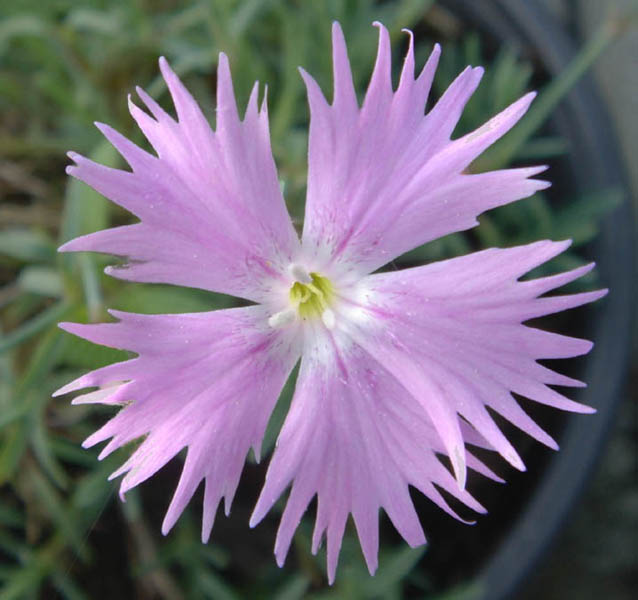
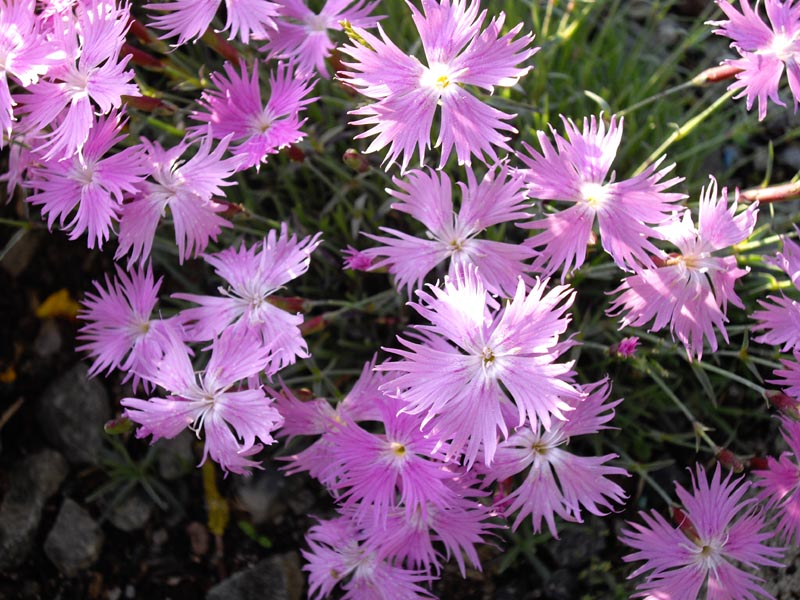
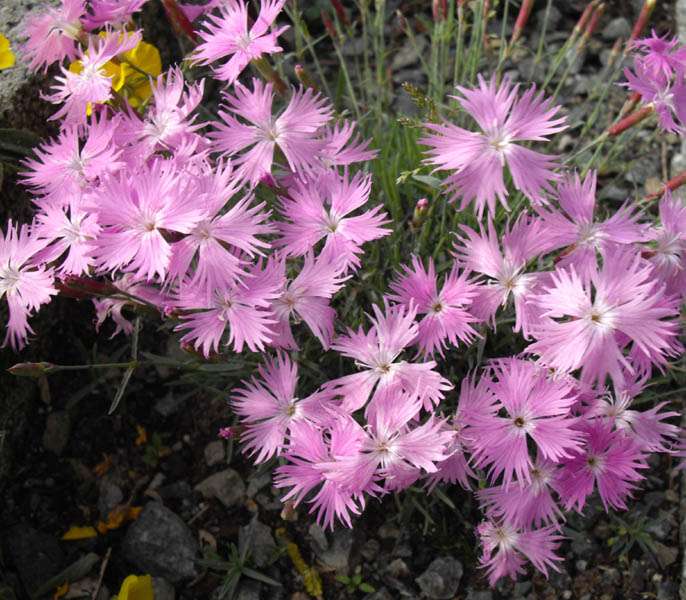